# B-25 (autovía)
La conexión Ronda Litoral (A-2) - Autovía C-32 o B-25 será una vía rápida de conexión entre la A-2 en su tramo de inicio de la Ronda Litoral con la C-32, en el nudo sur de la ciudad de Barcelona.
El tramo conectará entre sí y de forma más fluida dos importantes arterias de tráfico rodado provenientes de direcciones perpendiculares, aliviando a parte del tráfico que no se dirija al centro de la ciudad, beneficiando al de paso y hacia la periferia del área metropolitana.
Esta autovía será una alternativa a la carretera C-245, actualmente muy lenta y de tránsito local. En el paso sobre el río Llobregat se prevé crear también un paseo y un carril bici para dar continuidad a la trama urbana entre Cornellá de Llobregat y San Baudilio de Llobregat.
Históricamente, la C-245 era una carretera que había proyectado una variante de 1 kilómetro para la conexión entre Cornellá de Llobregat y San Baudilio de Llobregat, con la apertura del puente a finales del año 1958. El desdoblamiento de la C-245 lo realizaron unos 35 años después con la puesta en servicio del segundo tramo de la autopista de Garraf (actualmente autopista de Pau Casals), C-32, en el verano de 1993, se le incluía una prolongación de la variante original como nuevo enlace de San Baudilio de Llobregat Norte.
Las obras de remodelación de este nudo empezaron en 2009 pero diversas actualizaciones y paros han sido criticadas por los medios y la política en muchas ocasiones. La denominación B-25 no apareció hasta la actualización de 2021.
Tendrá 2,26 km de longitud.

## Tramos
| Denominación | Tramo                                                                                   | km   | Estado (2025)                                                                                            |
| ------------ | --------------------------------------------------------------------------------------- | ---- | --- |
|              | Cornellá de Llobregat A-2 - San Baudilio de Llobregat C-32 Tramo parcial Tramo completo | 2,26 | 1 carril por sentido: 2025 2 carriles por sentido: Obras reanudadas (apertura retrasada a otoño de 2025) |